# جين غير مثمر
الجين غير المثمر (fru) (بالإنجليزية: fruitless gene)‏ هو جين ذبابة الفاكهة السوداء البطن الذي يقوم بترميز العديد من أنواع بروتين عامل النسخ المفترض. والوظيفة غير المثمرة تكون مطلوبة من أجل التطور السليم للعديد من الهياكل التشريحية اللازمة للتودد، بما في ذلك الخلايا العصبية الحركية التي تحفز العضلات اللازمة لإثارة السلوكيات الجنسية. ولا يوجد لهذا الجين نديد من الثدييات، ولكنه يعمل على ما يبدو في تحديد الجنس في الأنواع مثل بعوضة الأنوفيلة الغامبية. والجين غير المثمر هو بمثابة مثال لكيفية إمكانية قيام جين أو مجموعة من الجينات بتنظيم تطور أو وظيفة الخلايا العصبية في السلوك الفطري. وحظيت الأبحاث التي أجريت على الجين غير المثمر باهتمام في الصحافة العامة نظرًا لأنها تثير النقاش حول وراثيات التوجه الجنسي البشري، وسلوكيات مثل العدوان الخاصة بجنس معين.

## الوظيفة
ذكور الذباب التي لديها طفرات في الجين غير المثمر تظهر سلوكًا جنسيًا متغيرًا. ومغازلة ذبابة الفاكهة التي تنطوي على طقس معقد قائم على مبادرة الذكور، قد تتعرض للتعطل بعدة طرق بواسطة أليلات الجين غير المثمر؛ والجين غير المثمر يُعتبر ضروريًا لكل خطوة من خطوات طقوس المغازلة. وبعض الأليلات تحول دون المغازلة كليًا، في حين أن أخرى تقوم بتعطيل المكونات الفردية. والجدير بالذكر أن بعض أليلات فقدان الوظيفة تغير أو تزيل التوجه الجنسي.
وعلى الرغم من أن الكثير من الجينات معروفة أنها تشارك في سلوك المغازلة عند الذكور، إلا أن الجين غير المثمر قد اعتبر جدير بالملاحظة لأنه يظهر التزاوج البديل الخاص بجنس معين. وعندما تنتج الإناث جين تزاوج ذكريًا، فإن سلوكها يصبح مثل الذكور. الذكور التي لا تنتج المنتج الخاص بالذكور لا تتودد للإناث ويعانون من العقم.
ويحتوي الجين غير المثمر على أربعة معزازات، كل معزاز يرمز البروتينات التي تحتوي على نطاق BTB (Broad complex/tramtrack/bric-a-brac) وحافز أصبع الزنك الحافز الهيكلي. ويحدث التزاوج البديل في كل من الطرفين 5' و3'، وهناك متغيرات عديدة (بخلاف أنماط التزاوج الخاصة بالذكور والإناث) . كذلك يتحكم موضع الجين غير المثمر في إظهار المئات من الجينات الأخرى، يمكن لأي مجموعة فرعية منها أن تنظم السلوك بشكل فعلي.

## الاسم
يشير أحد الأعمال المبكرة إلى الجين بأنه فاكهي، وهي تورية ظاهرة على كل من الاسم الشائع لذبابة الفاكهة السوداء البطن وذبابة الفاكهة، وكذلك ككلمة عامية لكلمة مثليّ. ونظرًا لأن التوجهات الاجتماعية تجاه المثلية الجنسية قد تغيرت، بات الجين الفاكهي يُعتبر أمرًا مهينًا، أو في أحسن الأحول، ليس صائبًا سياسيًا. وبالتالي تمت إعادة تسميت الجين باسم غير المثمر، في إشارة إلى عدم وجود سلالة تنتج بفعل الطافرات. ومع ذلك وعلى الرغم من الاسم الأصلي واستمرار الاستدلالات المضللة من قِبل وسائل الإعلام الشعبية، فإن الطافرات غير المثمرة تظهر بشكل رئيس العيوب في التودد بين الذكر والأنثى، على الرغم من أن بعض الطافرات تسبب توددًا بين ذكر وذكر أو بين أنثى وأنثى.

## وصلات خارجية
- Entrez Gene summary for fruitless
- Article on fruitless in The Interactive Fly